# ام‌اس ریندم
ام‌اس ریندم (به انگلیسی: MS Ryndam) یک کشتی است که طول آن ۲۲۰ متر (۷۲۰ فوت) می‌باشد. این کشتی در سال ۱۹۹۴ ساخته شد.